# Carlo Scarpa
Carlo Alberto Angelo Scarpa (Venezia, 2 giugno 1906 – Sendai, 28 novembre 1978) è stato un architetto e designer italiano, tra i più importanti del XX secolo.
Per la sua opera ha ottenuto il premio Olivetti, il premio IN/ARCH, la Medaglia d'Oro ai Benemeriti della Cultura e dell'Arte, il Premio della Presidenza della Repubblica per l'architettura, e le nomine a membro degli Honorary Royal Designers for Industry, dell'Accademia Olimpica di Vicenza e dell'Accademia nazionale di San Luca.

## Biografia

Il padiglione di Carlo Scarpa alla Biennale di Venezia

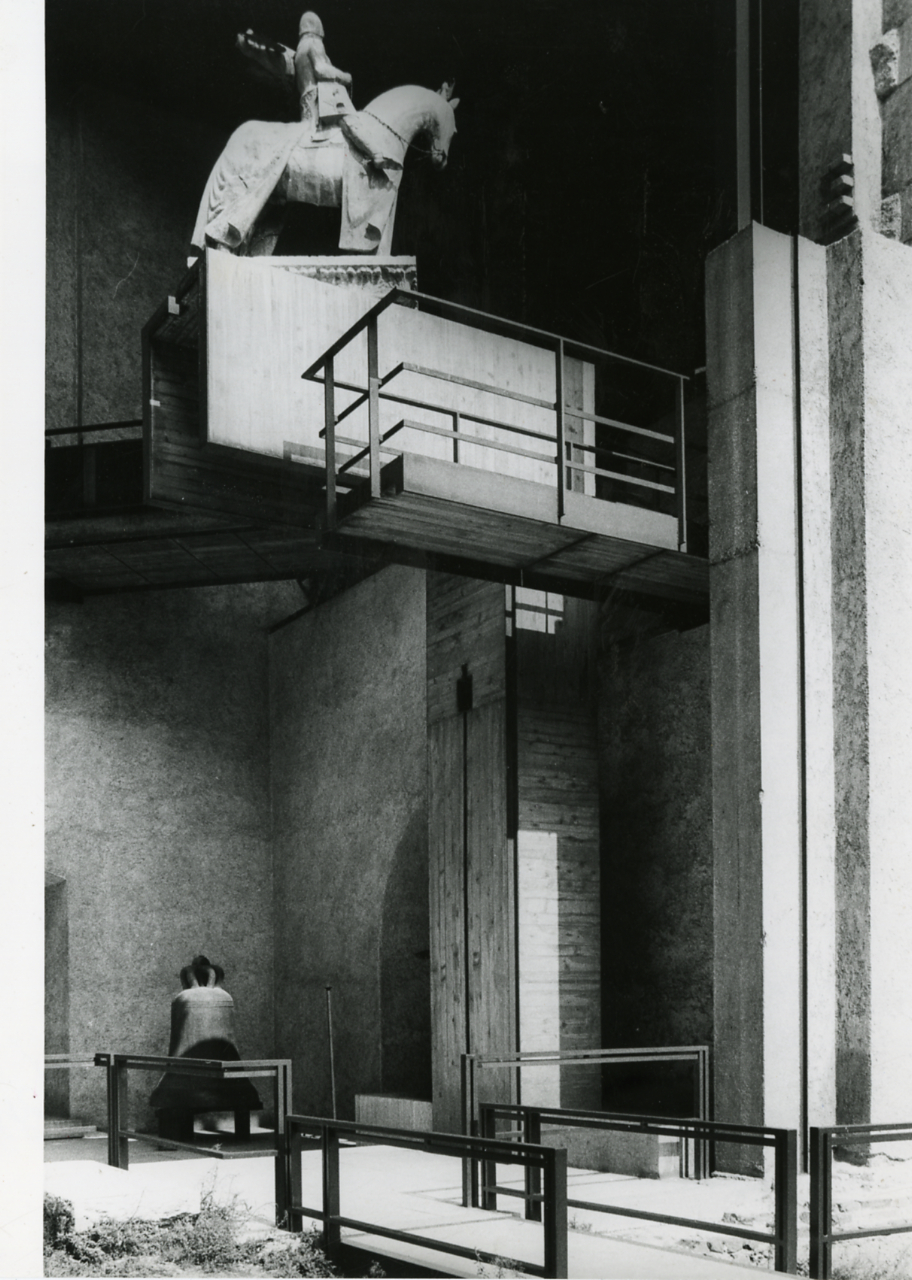
La sistemazione della statua di Cangrande della Scala al Museo di Castelvecchio a Verona. Foto di Paolo Monti, 1982

Carlo Alberto Scarpa nacque da Antonio e da Emma Novello il 2 giugno 1906 a Venezia, dove tornò nel 1919, dopo aver trascorso l'infanzia a Vicenza, per studiare presso l'Accademia di Belle Arti; ambiente in cui conobbe l'architetto anconitano Guido Cirilli e il veneziano Vincenzo Rinaldo, di cui divenne assistente e del quale nel 1934 sposò la nipote Nini Lazzari (Onorina Lazzari). Mentre ancora studiava all'Accademia, ottenne il primo incarico professionale, iniziando a collaborare come progettista con alcuni vetrai di Murano.
Nel 1926 ottenne l'abilitazione in Disegno architettonico e sino al 1931 lavorò nello studio veneziano di Guido Cirilli, che poi affiancò come assistente universitario presso l'Istituto Superiore di Architettura di Venezia, fondato quello stesso anno. Ereditò dal Cirilli l'attenzione per i dettagli e per la qualità dei materiali costruttivi. Dal 1927 al 1930, mentre insegnava, lavorò anche per la vetreria artistica di Murano MVM Cappellin & Co.
Alla fine degli anni venti realizzò i suoi primi arredamenti e cominciò a frequentare gli ambienti intellettuali e artistici veneziani, nei quali conobbe e si legò con personaggi come Giuseppe Ungaretti, Carlo Carrà, Lionello Venturi, Diego Valeri, Giacomo Noventa, Arturo Martini, Mario Deluigi, Bice Lazzari e Felice Casorati. A partire dal 1932, iniziò a lavorare con la vetreria di Paolo Venini, della quale fu nominato direttore artistico, incarico che mantenne fino al 1946; la collaborazione con Venini si protrasse fino al 1947: di grande innovazione sono sia i disegni, che le tecniche produttive dei modelli. Le sue prime esposizioni avvennero nel 1932 alla Biennale di Venezia e, due anni dopo,  alla Triennale di Milano.
Al compimento dei suoi trent'anni, tra il 1935 e il 1937, Scarpa realizzò la sua prima opera impegnativa, la sistemazione della Ca' Foscari di Venezia, sede dell'omonima università: il suo intervento si risolse principalmente nella rifunzionalizzazione degli ambienti più prestigiosi, che avrebbero ospitato il Rettorato e l'Aula degli Atti Accademici. Tale opera, che vide un'ulteriore modifica da parte dell'architetto veneto tra il 1955 e il 1957, ma che fu in seguito manomessa, risultò essere uno dei più innovativi progetti di restauro di quel periodo. L'ampia vetrata, giustapposta alla polifora che si affaccia sul Canal Grande, l'elemento più notevole del primo restauro, se confrontata con l'azione più interessante del secondo restauro della Ca' Foscari, ovvero la riconfigurazione della tribuna lignea che aveva progettato lui stesso una ventina di anni prima, segnala chiaramente la crescita compiuta dall'architetto, che nel primo caso si confrontò con la lezione di Le Corbusier e nel secondo con quella di Frank Lloyd Wright.
La sua attività non venne interrotta nemmeno durante la seconda guerra mondiale anche se, naturalmente, dopo il 1945 essa riprenderà più vigorosa. Di rilievo fu la realizzazione all'inizio degli anni cinquanta del Padiglione del Libro nei giardini della Biennale, nel quale sono evidenti alcuni temi wrightiani: si tratta di un piccolo edificio in legno con ampie vetrate riparate da aggetti, in cui emergono alcuni elementi particolari, come, oltre agli aggetti, su cui è giocato il progetto, i telai distorti in legno e le strutture triangolari aeree. In seguito incontrò di persona Frank Lloyd Wright e ciò portò a una sua ancora maggiore influenza nelle opere di Scarpa degli anni successivi, in particolare per il progetto del 1953 di Villa Zoppas a Conegliano.
Nel 1956 ottenne il Premio Nazionale Olivetti per l'architettura e la stessa azienda gli commissionò la sistemazione di uno spazio espositivo Olivetti in piazza San Marco a Venezia; ma nello stesso anno venne accusato dall'Ordine degli Architetti di esercitare la professione illegalmente e quindi portato in tribunale.
Ricevette numerosi importanti riconoscimenti tra cui, oltre al Premio Olivetti, il Premio IN/Arch. (1962) e la Medaglia d'oro del Ministero per la Pubblica Istruzione per la cultura e l'arte (1962), il Premio della Presidenza della Repubblica per l'architettura (1967). È stato membro del Royal British Institute of Design (1970), dell'Accademia Olimpica di Vicenza e dell'Accademia Nazionale di San Luca a Roma (1976).
La sua opera venne presentata in Italia e all'estero in importanti mostre personali presso il Museum of Modern Art di New York nel 1966, la Biennale di Venezia nel 1968, la Heinz Gallery di Londra, l'Institut de l'Environnement a Parigi, e infine a Barcellona nel 1978.
Nel 1972 divenne direttore dell'Istituto Universitario di Architettura di Venezia, dal quale nel 1978 ricevette una laurea honoris causa in architettura, ponendo così fine alla diatriba sulla legittimità del suo operato. Non poté tuttavia partecipare alla cerimonia di consegna, in quanto il 28 novembre dello stesso anno morì in Giappone a causa di un incidente: quel giorno a Sendai pioveva, Scarpa non volle uscire ma, nello scendere la scala dell'albergo, che portava ai negozi del sottosuolo, cadde e successivamente morì in ospedale per le conseguenze del trauma cranico. La laurea fu consegnata alla famiglia nel 1983.
Il Museum für angewandte Kunst (MAK) di Vienna ha dedicato due mostre postume all'architetto italiano: nel 1989-90 ha realizzato un'esposizione intitolata Carlo Scarpa: The Other City/Die andere Stadt; nel 2003 ha allestito la mostra Carlo Scarpa: Das Handwerk der Architektur/The Craft of Architecture. In seguito il MAK di Vienna nel 1999 ha acquistato diversi disegni architettonici dei progetti per il Museo civico di Castelvecchio a Verona (1956-1964), per la Fondazione Querini Stampalia a Venezia (1961-1963), per la Tomba Brion a San Vito d'Altivole (Treviso) (1969-1978) e inoltre ha ampliato la sua collezione con modelli lignei e disegni di mobili; uno schizzo della raccolta mostra un tavolo disegnato per il compositore d'avanguardia Luigi Nono, concittadino veneziano, che gli ha dedicato nel 1984 una composizione orchestrale A Carlo Scarpa, Architetto, Ai suoi infiniti possibili (per orchestra a microintervalli) ; con questa collezione, anche se di contenuto limitato, il MAK di Vienna gestisce uno dei pochi archivi fuori d'Italia con progetti dell'architetto.
Nel 2015 l'Henry Moore Institute di Leeds ha messo a confronto l'opera di Scarpa con le sculture dell'artista americana Carol Bove (Ginevra, 1971) in una mostra intitolata Carol Bove/Carlo Scarpa; la mostra era stata aperta in anteprima in Italia, al Museion di Bolzano.

## Caratteristiche dell'architettura scarpiana
(Carlo Scarpa, 1976)

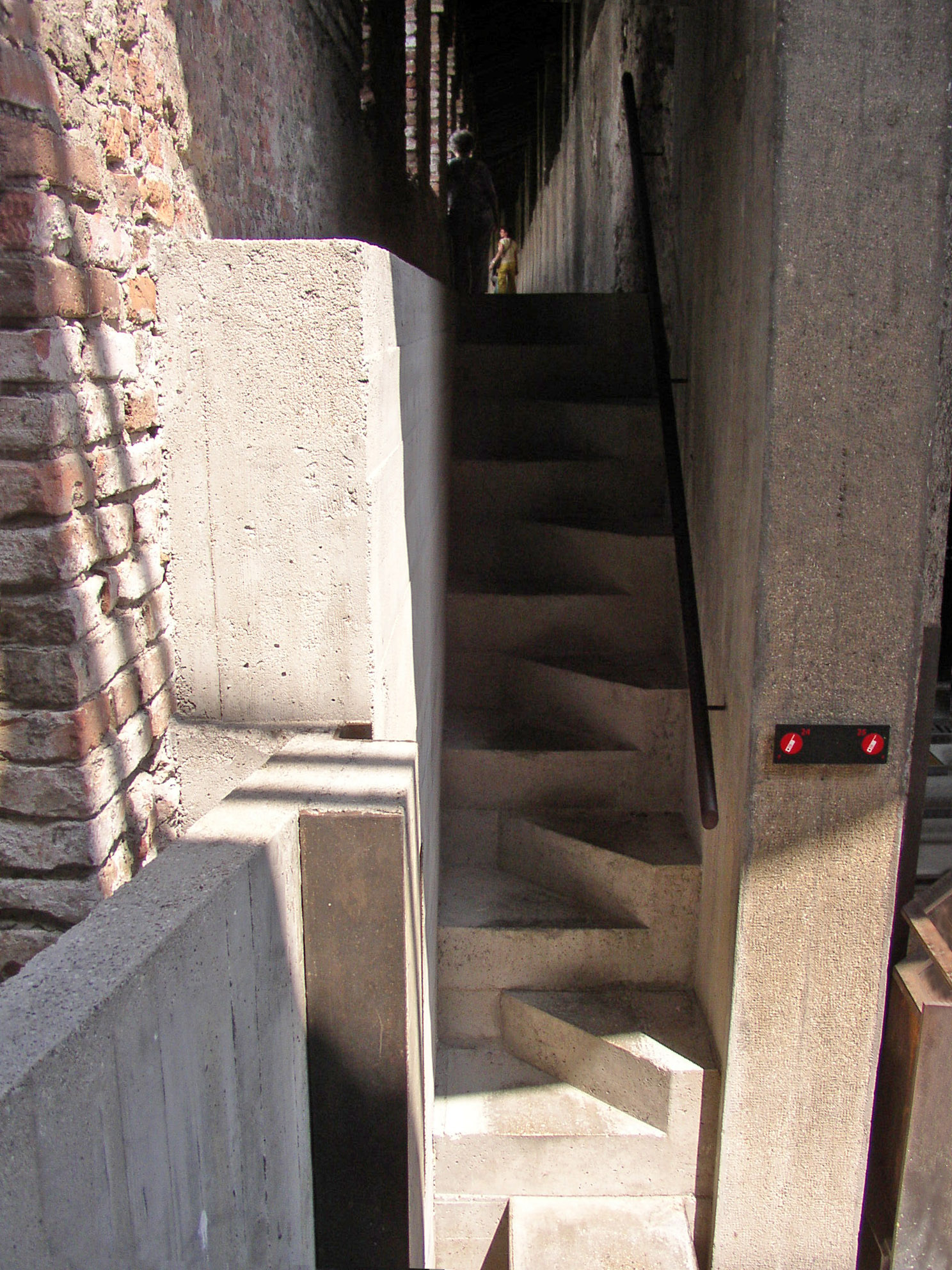
Carlo Scarpa - Scala sfalsata in Castelvecchio

Vi sono alcuni temi fondamentali nell'architettura di Carlo Scarpa:
- il progetto basato sulla riflessione visuale e quindi sul disegno
- l'interesse per l'allestimento di mostre e musei
- il restauro di edifici preesistenti e la realizzazione di nuovi progetti in antichi contesti.

### Disegno
Scarpa utilizzava il disegno come pensiero, nei disegni dava spazio a riflessioni e ragionamenti, si poteva vedere in diretta il suo pensiero che si imprimeva sulla carta: disegnava una serie concatenata di figure, ma con una logica diversa da quella usuale degli altri architetti, che è di tipo concettuale. Essa era governata da una ragione che generava passaggi momentaneamente apparentemente inutili e ovvi, ma che successivamente si dimostravano particolarmente produttivi. Il suo sistema compositivo era svolto mediante il disegno, con modalità esemplificative ma anche con dettagli tipici della raffigurazione, della citazione.

### Musei
La luce dell'architettura di Scarpa consente di comporre architetture per istituzioni come i musei e le opere che li costituiscono. La particolare luce che fa vedere le statue nei suoi musei diventa uno straordinario strumento di critica architettonica, lo spazio luminoso diventa uno strumento per comprendere e far comprendere le sculture. Egli fa posto alle sculture mettendole nella giusta luce, al punto che poi diventa impossibile spostarle o toglierle. L'architetto veneto utilizza l'architettura e la luce come linguaggio critico: egli cerca un metodo per arrivare ad un compimento dell'opera esposta, senza darne un giudizio. Quindi l'architettura scarpiana diviene un mezzo per conoscere una realtà, piuttosto che divenire essa stessa oggetto di conoscenza; l'oggetto delle esplorazioni di Scarpa non è tanto l'edificio che contiene le sculture, quanto le sculture stesse, contrariamente al Movimento Moderno, che vede l'architettura oggetto della conoscenza.

### Restauro

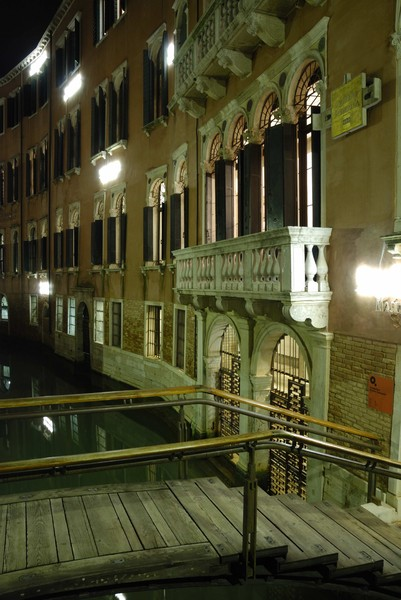
Facciata della Fondazione Querini Stampalia con il ponte e la targa disegnati da Carlo Scarpa

Carlo Scarpa ha avuto la capacità di elaborare progetti e interventi in contesti antichi e di valore, grazie alla sua bravura nel leggere il contesto architettonico preesistente. Questa caratteristica dai suoi contemporanei veniva vista come limite, mentre dai critici odierni viene vista come punto di forza: egli lavora nel costruito come i grandi architetti del passato, Andrea Palladio, Bramante, Filippo Brunelleschi, Leon Battista Alberti, Francesco Borromini. La sua è quindi un'architettura controcorrente rispetto ai movimenti a lui contemporanei.

## Opere

### Residenze
- Casa Veritti, Udine, 1955-1961

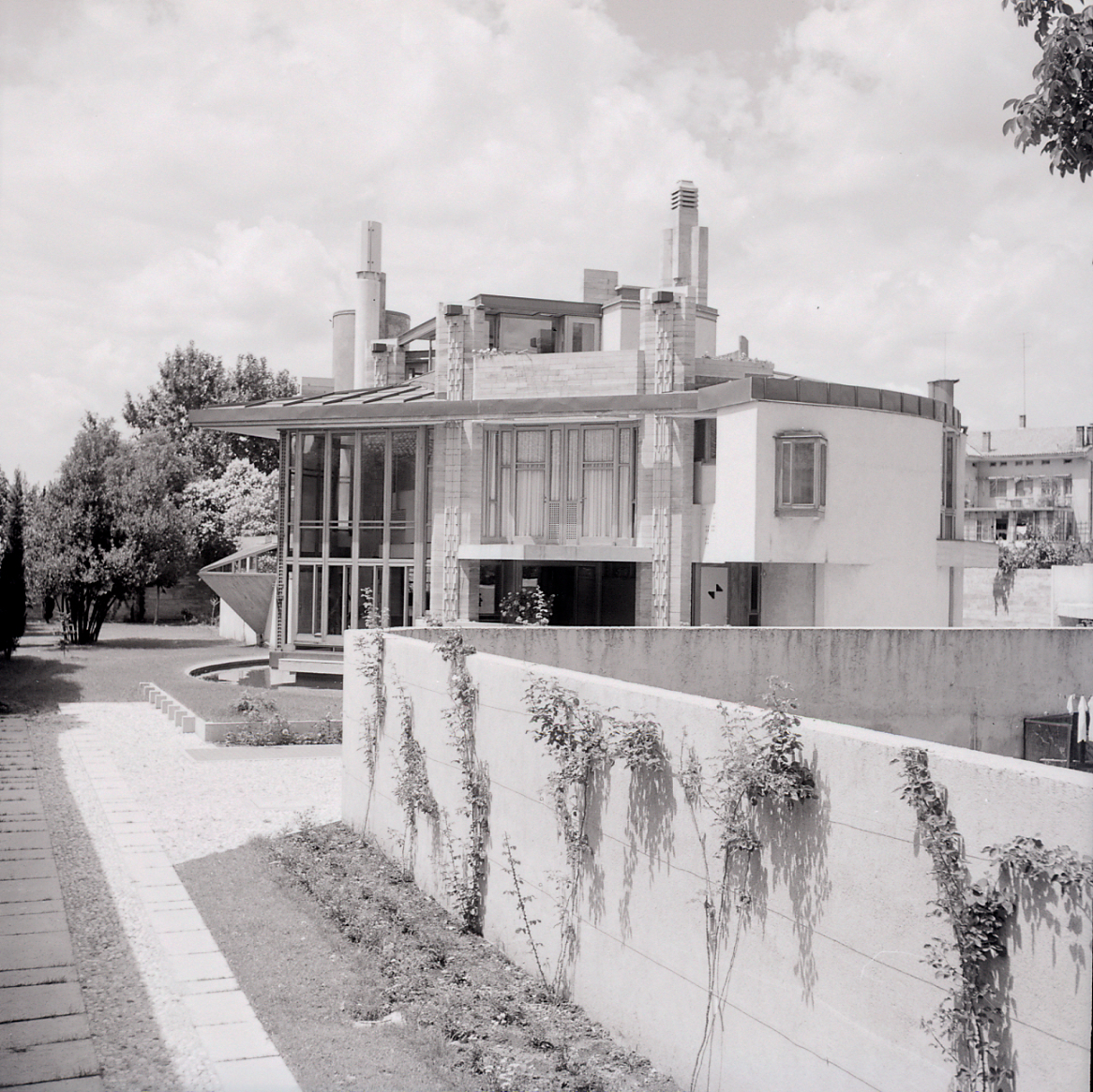
Villa Veritti, Udine. Foto di Paolo Monti, 1961

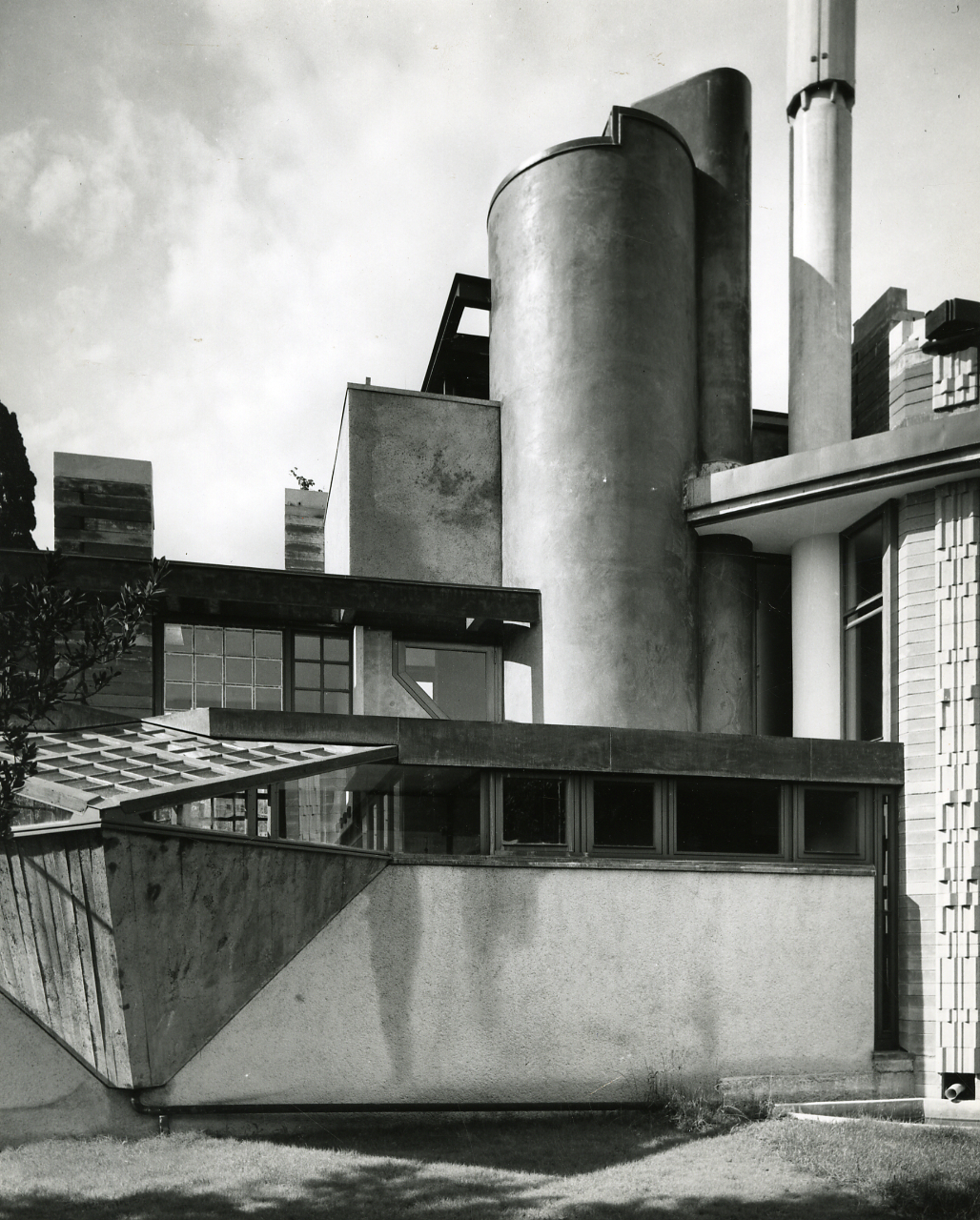
Villa Veritti, Udine. Foto di Paolo Monti, 1961

- Villa Zoppas, Conegliano (Treviso), 1957[2]
- Casa Balboni, Venezia, 1964-1974
- Annesso a casa de Benedetti-Bonaiuto, Roma, 1965-1972
- Casa Bellotto
- Casa Carlo Scarpa
- Casa Curto - Quero (Belluno)[15]
- Casa e studio Gallo
- Casa e studio Scatturin
- Casa Giacomuzzi
- Casa Golin
- Casa Ottolenghi, Bardolino (Verona), 1974-1979 (in collaborazione con C. Maschietto, G. Pietropoli e G. Tommasi)[2]
- Casa Pelizzari
- Casa per appartamenti, Vicenza
- Casa Romanelli
- Casa Simoncini
- Casa Zentner
- Giardino di casa Guarnieri
- Villa Bortolotto
- Villa Il Palazzetto, Monselice (Padova)

### Monumenti
- Tomba Vettore Rizzo, Venezia, 1940
- Basamento della scultura La Partigiana di Leoncillo, Venezia, 1955
- Tomba Rinaldo-Lazzari, Quero, 1960
- Tomba Zilio, Udine, 1960
- Tomba Veritti, Udine
- Tomba Capovilla, Venezia
- Basamento della scultura La Partigiana[16] di Augusto Murer, Venezia, 1968
- Tomba Brion, San Vito d'Altivole, 1974-1978[17]
- Stele commemorativa del secondo anniversario della strage di piazza della Loggia Brescia, 1974-1976, 1977
- Tomba Galli Genova, progetto 1976-1978, realizzazione postuma (1981)

### Musei

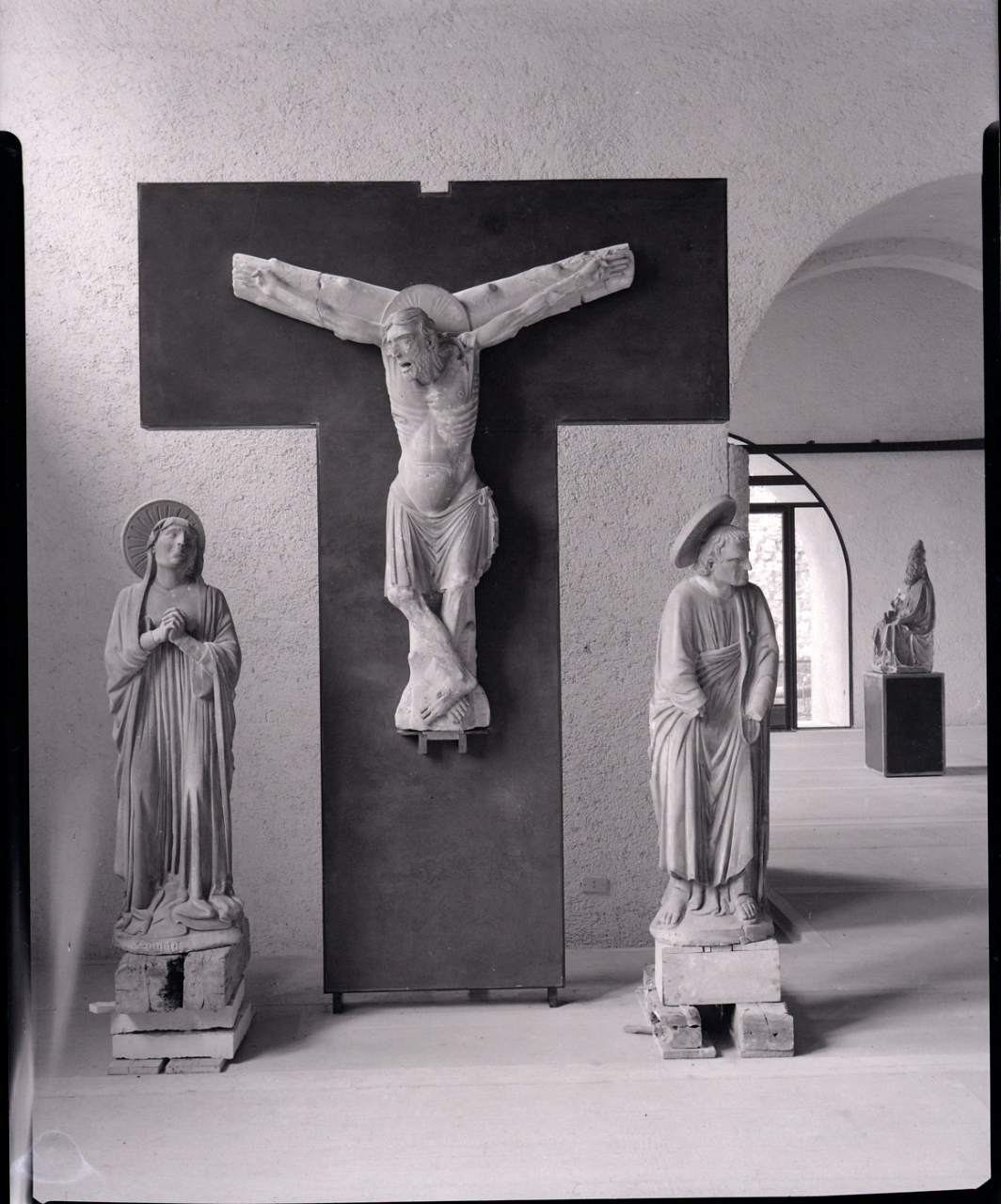
Carlo Scarpa, Allestimento del Museo di Castelvecchio a Verona: allestimento del Crocifisso e dolenti, noto anche come L'urlo di pietra. Foto di Paolo Monti, 1961

- XXV Biennale di Venezia: Padiglione del libro, Venezia, 1950[2]
- Biennale di Venezia: Biglietteria ai Giardini di Castello e Padiglione Italia, 1952[2]
- Galleria d'arte moderna Il Cavallino, Venezia[18]
- Risistemazione delle Gallerie dell'Accademia, Venezia, 1952-55[2]
- Galleria degli Uffizi e Gabinetto dei disegni e delle stampe, Firenze, 1953-1960
- Giardino delle sculture, Venezia
- Museo Gypsotheca Antonio Canova, Possagno (Treviso), 1955-1957
- Museo Correr, Venezia, 1952-1953, 1957-1969
- Museo delle armi Luigi Marzoli di Brescia, 1971-1978, completamento postumo
- Museo civico di Castelvecchio, Verona, 1957-64, 1973 (in coll. con C. Maschietto e Arrigo Rudi)[2]
- Museo Revoltella Trieste, 1963-1978, completamento postumo
- Biennale di Venezia, Padiglione del Venezuela, 1954-1956[2]
- Palazzo Abatellis (Galleria Regionale di Sicilia), Palermo, 1953-1954
- Progetto per il Museo Picasso, Parigi, 1976 (in coll. con P. Rigoni)[2]

### Edifici pubblici

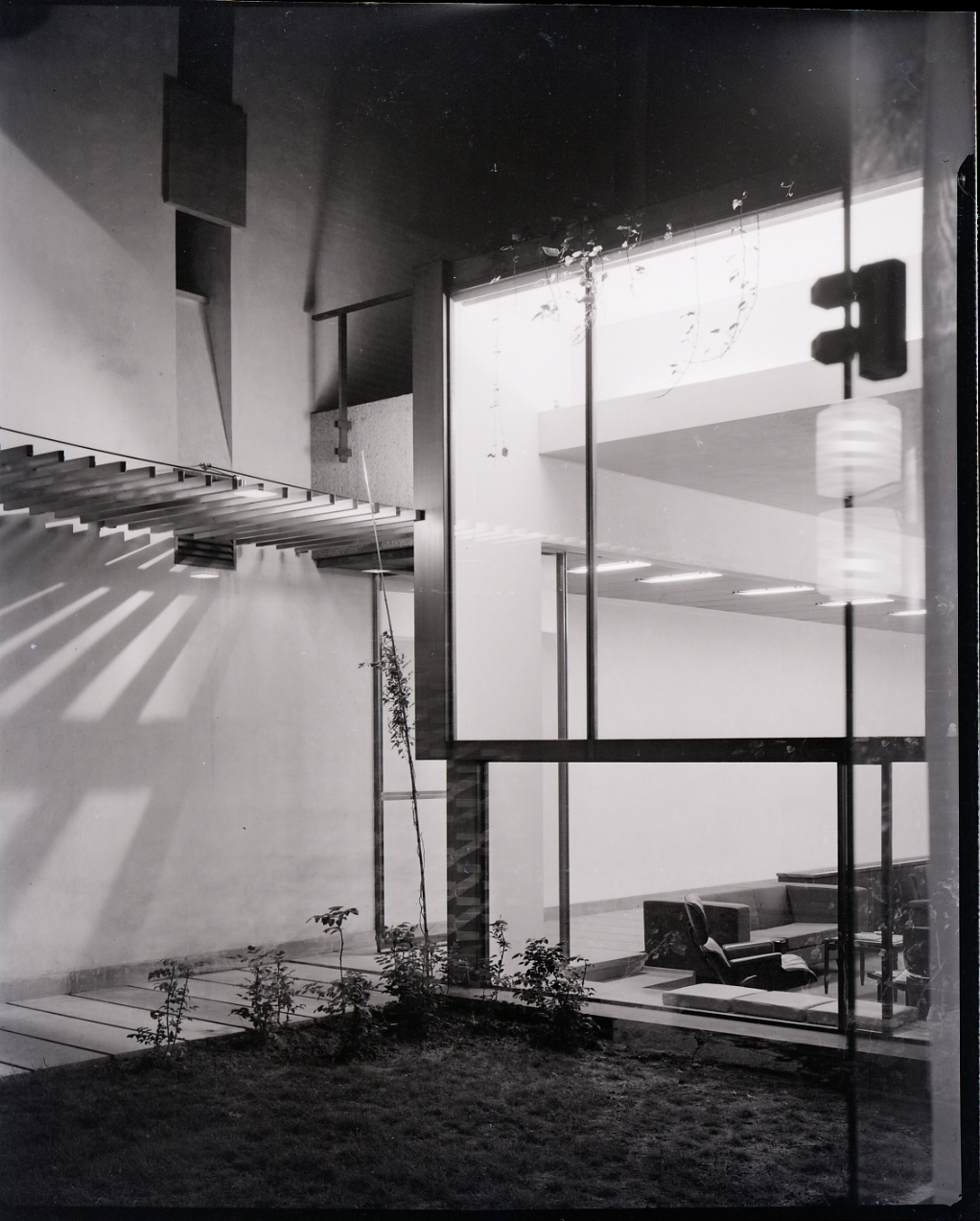
Hotel Minerva, Firenze, 1958-1961 (con Edoardo Detti)

- Università Ca' Foscari, restauri e aula Mario Baratto, Venezia, 1935-1937; 1955-1956
- Banca Cattolica del Veneto, Tarvisio, 1947-1949
- Biennale XXVI: biglietteria e recinzione, Venezia, 1952
- Sala del Consiglio del Palazzo della Provincia, Parma, 1955-1956
- Aula Manlio Capitolo, Tribunale di Venezia, Venezia, 1955-57
- Campeggio a Fusina, Fusina (Venezia), 1957-1959
- Hotel Minerva, Firenze, 1958-1961 (con Edoardo Detti)
- Ristrutturazione Fondazione Querini Stampalia, Venezia, 1961-63[2]
- Progetto di ricostruzione del Teatro Carlo Felice, Genova, 1963-76[2]
- Ingresso della Facoltà di Architettura IUAV - sede Tolentini (III progetto), Venezia, 1966-1985
- Sede per La Nuova Italia Editrice, Firenze 1968-72
- Fondazione Masieri, Venezia, 1968-1983
- Palazzo Chiaramonte o Steri - Sede del rettorato dell'Università di Palermo, 1973-1978
- Sede amministrativa del Banco BPM (allora sede della Banca Popolare di Verona), Verona, 1973-1982, completamento postumo
- Università Ca' Foscari, sede della Facoltà di Lettere e Filosofia (portale), Venezia, 1976-1978, realizzazione postuma
- Banca Popolare di Gemona del Friuli, Gemona (Udine), 1978 - 1984

### Edifici religiosi
- Restauro del complesso religioso nell'Isola di San Francesco del Deserto, Venezia
- Chiesa di Nostra Signora del Cadore, Borca di Cadore (Belluno), 1956-1961
- Chiesa di San Giovanni Battista, Firenzuola (Firenze), 1955-1966

### Negozi
- Showroom Venini, Murano, 1921

- Caffè Lavena, Venezia, 1932

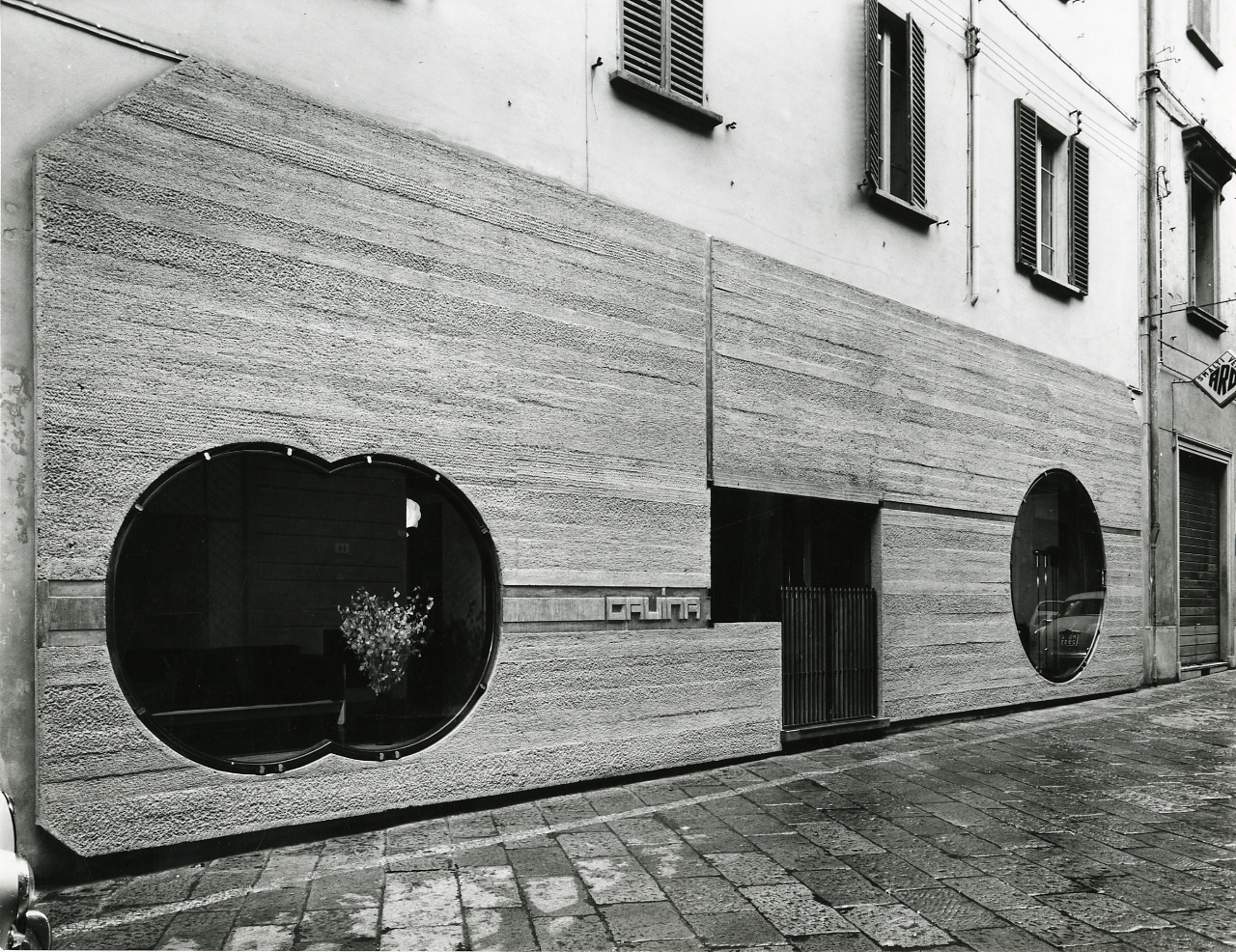
Negozio Gavina a Bologna, facciata

- Negozio "A la piavola de Franza" (abbigliamento) in Piazza San Marco, Venezia, 1951
- Negozio Olivetti, Venezia, 1957-1958
- Negozio Salviati, Venezia, 1958-1960
- Negozio Gavina, Bologna, 1961-1963[2]
- Cantina dell'Istituto Enologico (Zona di assaggio) San Michele all'Adige, 1964-1966
- Negozio Nobili, Guastalla, 1977

### Sculture
- Scultura Asta, Monselice (Padova), 1968
- Scultura Crescita, Monselice (Padova), 1968
- Scultura Diedro o Lente Contafili, Monselice (Padova), 1968
- Scultura Erme, Monselice (Padova), 1968
- Scultura la Meridiana,  Monselice (Padova), 1968

### Altro
- Concorso per il ponte dell'Accademia, Venezia (1932, in coll. con A. e B. Piemonte).[2]

## Nel cinema
Cinque documentari su Carlo Scarpa, diretti dal regista e documentarista Riccardo De Cal, sono stati realizzati dal 2006 al 2014. "Memoriae Causa" è stato prodotto nel 2006 da Fondazione Benetton Iniziative Culturali in occasione delle celebrazioni per il centenario della nascita di Carlo Scarpa, e riguarda il complesso monumentale Brion. Il film ha ottenuto numerosi riconoscimenti nel 2007 all'Asolo Art Film Festival, al Festival Libero Bizzarri, al Festival Internazionale del Cinema d'arte a Bergamo, ed è stato presentato, sempre nel 2007, al 48º Festival dei Popoli a Firenze, al Big Screen Film Festival in Cina, al Soane Museum di Londra in collaborazione con il Royal Institute of British Architects, all'Università IUAV di Venezia, in Triennale a Milano nel 2008, al Politecnico di Milano nel 2009, presso l'Accademia di Architettura di Mendrisio nel 2011, al MAXXI - Museo nazionale delle arti del XXI Secolo nel 2012, seguito da una conferenza con Mario Botta, Enrico Ghezzi, Guido Pietropoli, Tobia Scarpa e infine nel 2014 al Festival di Architettura di Lisbona. "Hortus Conclusus", è stato prodotto nel 2007, con il contributo di Regione Veneto, e riguarda la Fondazione Querini Stampalia. Del 2010 è "Dialogo nel tempo", un documentario sulla Villa Il Palazzetto, un'abitazione privata sita in Monselice, nella quale Tobia Scarpa ha realizzato, dopo 30 anni dal progetto del padre Carlo Scarpa, la moderna scala esterna di accesso al piano nobile del cinquecentesco palazzo. Nel 2011 viene prodotto "Nulla dies sine linea", con il contributo di Regione del Veneto, sul Museo di Castelvecchio a Verona. Nel 2014 viene realizzato "Genius Loci", sul Negozio Olivetti in Piazza San Marco a Venezia, film presentato in anteprima alla Fondazione Pinault presso il teatrino di Tadao Andō a Palazzo Grassi, assieme a "Hortus Conclusus".
Un breve documentario sperimentale co-diretto da Stefano Croci e Silvia Siberini, La pietà del vento – presentato al Bellaria Film Festival e in seguito alla 71ª Mostra del Cinema di Venezia –, narra del rapporto tra la poesia di Matsuo Bashō e l'architettura di Scarpa (quest'ultimo affermò sempre di essere particolarmente attratto dagli haiku di Bashō e dalla loro ricchezza poetica), partendo dalla scoperta del fatto che il 28 novembre è la data di morte di entrambi.
Gli stessi autori, Stefano Croci e Silvia Siberini, hanno approfondito la relazione tra Carlo Scarpa e il Giappone nel documentario lungometraggio "Il Padiglione sull'Acqua" (2023) presentato, tra gli altri, al Biografilm Festival e all'Architecture Film Festival Rotterdam (AFFR). 
Nel 2022, il complesso della Tomba Brion è stato utilizzato come location dal regista Denis Villeneuve per la parte seconda di Dune, in uscita nel 2023.

## Archivio
Il fondo Carlo Scarpa, documenta l’intera attività progettuale dell’architetto nei diversi campi dell’architettura, dell’arte e del design di mobili ed oggetti di arredo a partire dagli anni '20 al 1978, anno della morte, è conservato presso l'Archivio di Stato di Treviso - Centro Carlo Scarpa; un corpus di 429 disegni, raccolto nel corso dei lavori di ristrutturazione del museo di Castelvecchio è conservato presso il Comune di Verona - Museo di Castelvecchio.